# Tradescantia andersoniana
Tradescantia andersoniana är en himmelsblomsväxtart som beskrevs av W.Ludw. och Otto Rohweder. Tradescantia andersoniana ingår i släktet båtblommor, och familjen himmelsblomsväxter. Inga underarter finns listade.